# Jogos Sul-Asiáticos de 1991
Os Jogos Sul-Asiáticos de 1991 foram a quinta edição do evento multiesportivo, realizado em Colombo, no Sri Lanka.

## Países participantes
Sete países participaram do evento:
- Bangladesh
- Butão
- Índia
- Maldivas
- Nepal
- Paquistão
- Sri Lanka

## Quadro de medalhas
País sede destacado.
| Ordem | País       | Medalha de ouro | Medalha de prata | Medalha de bronze |     |
| ----- | ---------- | --------------- | ---------------- | ----------------- | --- |
| 1     | Índia      | 64              | 59               | 41                | 164 |
| 2     | Sri Lanka  | 44              | 34               | 40                | 118 |
| 3     | Paquistão  | 28              | 32               | 25                | 85  |
| 4     | Bangladesh | 4               | 8                | 28                | 40  |
| 5     | Nepal      | 2               | 8                | 29                | 39  |
| 6     | Maldivas   |                 | 1                |                   | 1   |
| TOTAL | TOTAL      | 142             | 142              | 163               | 447 |